# Neoalticomerus formosus
Neoalticomerus formosus is een vliegensoort uit de familie van de Odiniidae. De wetenschappelijke naam van de soort is voor het eerst geldig gepubliceerd in 1844 door Loew.